# Кушелка
Кушелка — река в России, протекает по Сланцевскому району Ленинградской области. Длина реки составляет 22 км, площадь водосборного бассейна 161 км².
Река вытекает из озера Кушелка (устар. Кушельское, Рыжиковское), в которое впадает ручей Грязный. Устье реки находится в 19 км по правому берегу реки Плюссы в черте города Сланцы.
Наиболее крупные притоки Кушелки впадают справа: в 12 км — ручей Безымянный, примерно в 20 км — Заудовка. Раньше в 1,6 км по правому берегу в Кушелку впадала река Сиженка, однако после проведения мелиоративных работ сток этой реки по каналу был переведён напрямую в реку Плюссу.
На Кушелке, близ её устья, находится небольшой Кушельский водопад.

## Данные водного реестра

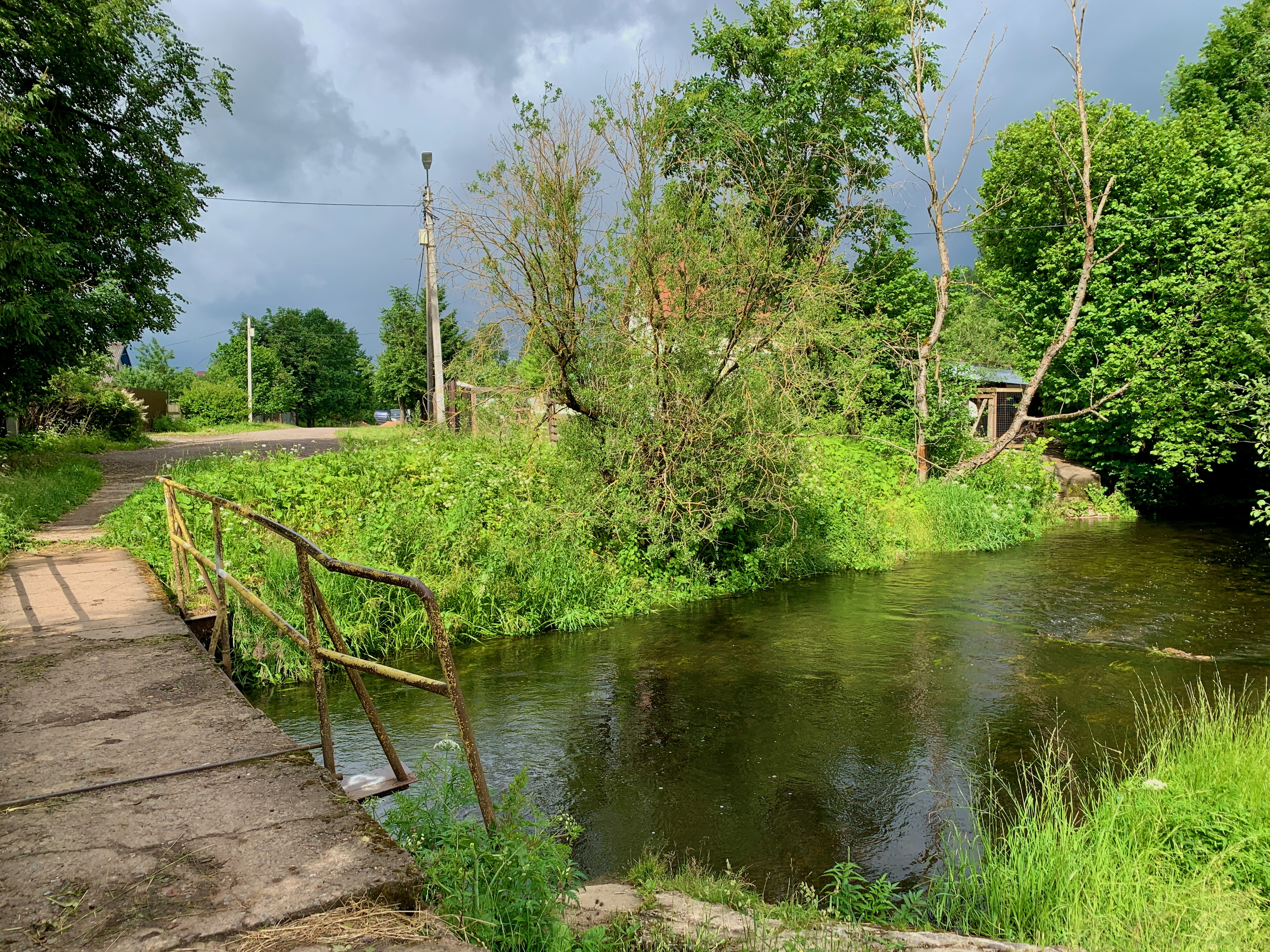
Мост в микрорайоне Большие Лучки

По данным государственного водного реестра России относится к Балтийскому бассейновому округу, водохозяйственный участок реки — Нарва. Относится к речному бассейну реки Нарва (российская часть бассейна).
Код объекта в государственном водном реестре — 01030000412102000027304.